# Lộc Ấp

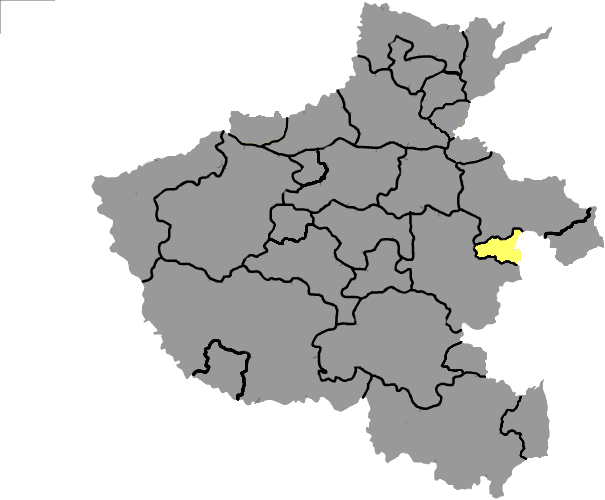
Vị trí huyện Lộc Ấp ,tỉnh Hà Nam, Trung Quốc

Lộc Ấp (chữ Hán giản thể: 鹿邑县, Hán Việt: Lộc Ấp huyện) là một huyện của địa cấp thị Chu Khẩu, tỉnh Hà Nam, Cộng hòa Nhân dân Trung Hoa. Huyện này có diện tích 1248 km2, dân số năm 2002 là 1,15 triệu người, huyện lỵ là trấn Thành Quan. 
Huyện Lộc Ấp được chia ra thành các đơn vị hành chính gồm 9 trấn và 13 hương. 
- Trấn: Thành Quan, Tảo Tập, Huyền Vũ, Thức Lượng, Hạnh Tập, Mã Phô, Vương Ba Lưu, Thái Thanh Doanh và Qua Bắc.
- Hương: Cao Tập, Mục Điếm, Cố Than, Khâu Tập, Quan Đường, Trách Tập, Dương Hồ Khẩu, Đường Tập, Triệu Thôn, Đặng Gia Tập, Sinh Thiết Trủng, Trương Điếm và Thành Giao.